# Панголини
Pholidota пренасочва насам.  За рода орхидеи вижте Pholidota (растение).
Панголините (Pholidota), наричани още люспеници, са плацентни бозайници, покрити с броня от кератинови люспи, наподобявайки шишарка от смърч, заради което в българската литература са известни още като представители на единственото запазило се до наши дни семейство Шишарковидни люспеници (Manidae) от разред Гущероподобни люспеници (Pholidota).

## Разпространение и местообитания
Люспениците се срещат в Африка, на юг от Сахара, и в тропичните гори на Азия. Докато азиатските панголини водят дървесен начин на живот, в Африка няколко вида обитават саваните, като нощем търсят храна на земята, а през деня се крият в подземни дупки.

## Физическа характеристика
Тялото на тези животни е покрито с твърди, припокриващи се люспи от кератин и редки косми. Наименованието панголин идва от малайската дума pengguling, която означава този който се свива на кълбо. Когато бъдат нападнати, панголините се свиват на кълбо и, покривайки с опашка главата си, се превръщат в непробиваема бронирана топка. Освен това, люспите им имат остри като бръснач ръбове и, наежвайки ги, животното може да причини сериозни порезни рани.
На големина различните видове люспеници достигат от 30 см. до 1 м. дължина на тялото (без опашката), като женските са малко по-дребни от мъжките. Тялото им е издължено, с къси крака и малка глава с издължена муцуна и голям нос, за сметка на малките очи и почти незабележими уши. Люспестата им опашка е дълга почти колкото тялото (при Дългоопашатия люспеник повече) и широка, тъй като основното ѝ предназначение е да покрива недобре защитената коремна област и главата, когато животното се свие на кълбо. Всъщност при някои видове броят на опашните прешлени достига 47, което е своеобразен рекорд сред бозайниците. Освен това, при повечето дървесни видове опашката е и хватателна, т.е. може да се увива около клоните и служи като пети крайник. Люспениците имат дълги, дъговидно извити и здрави нокти, особено на предните лапи, с които се катерят, белят дървесна кора или ровят в търсене на храна. Земните видове ходят, като подвиват дългите си нокти на предните лапи, за да не пречат и да не се протриват.
Панголините имат изключително дълъг, гъвкав и лепкав език, с който ловят насекоми, (предимно мравки и термити), като достигат надълбоко в техните дупки, подобно на мравоядите. Този уникален език не е прикрепен към подезичната кост и продължението на основата му достига чак до гръдната кухина, между гръдната кост и трахеята. Големите люспеници могат да разтягат езика си до 40 см. дължина при 0,5 см. дебелина. В гърдите си имат и огромна слюнчена жлеза, която отделя лепкавата слюнка, необходима за лова на мравки. Тези животни нямат зъби и не дъвчат храната си. Затова в стомаха си имат специален дял покрит с рогова обвивка и дори рогови зъби за смилане на твърдата храна, което се подпомага и от поглъщаните от животното песъчинки и камъчета, (подобно на воденичката при птиците).
Друга особеност на панголините е, че при аналния си отвор имат специална жлеза, отделяща миризлив секрет със защитна цел, подобно на скунксовете.
Макар да изглеждат примитивни, панголините всъщност имат силно развит дял на мозъка, свързан с намирането на решения. Те се справят забележително добре с намирането на храна и избора на защитна реакция срещу различни хищници, но и в плен са изключително изобретателни бегълци.

## Начин на живот и хранене
Панголините, с някои изключения, са активни през нощта, като разчитат преди всичко на доброто си обоняние в търсенето на храна. Когато намерят мравуняк, го разкопават с яките си нокти и изблизват мравките и техните ларви, понеже са защитени от ухапвания, на бронята си. Дървесните видове, от своя страна, търсят насекоми, като белят кората на дърветата. През деня спят, свити на кълбо, в гъсталаци, дървесни хралупи или подземни дупки. Земните люспеници са в състояние сами да си изкопаят дупка, но обикновено използват изоставени бърлоги на брадавичести свине или тръбозъби. Панголините са и добри плувци.

## Размножаване
След 120–150 дневна бременност, африканските люспеници раждат по едно малко, а азиатските им събратя - от едно до три. Люспите на новородените са меки, като се втвърдяват с възрастта. Малките на земните люспеници остават в бърлогата през първите 2 до 4 седмици от живота си, докато при дървесните видове майката носи малките си, вкопчени в опашката ѝ. Бозаят до около 3-месечна възраст, а полово зрели стават на 2 години.

## Панголините и хората
В Африка и Китай месото на тези животни се цени високо от местното население. Освен това, китайците смятат, че люспите от панголин помагат за спадането на оттоци, подобряват кръвообращението и увеличават кърмата на майките. Освен лова, заплаха за панголините представлява и изсичането на родните им гори, а африканските земни люспеници често загиват в горски пожари. През 2020 г. възниква тезата, че панголините са потенциален междинен гостоприемник, пренасящ новия коронавирус SARS-CoV-2, предизвикващ заболяването COVID-19.

## Класификация
В по-старата научна литература люспениците се отнасят, заедно с тръбозъбите, към непълнозъбите (Edentata), но вече се отделят в самостоятелен разред Pholidota, с едно оцеляло до днес семейство Manidae с 3 рода с 8 вида.
- Род †Argyromanis Ameghino, 1904
  - Вид †Argyromanis patagonica
- Род †Orthoarthrus Ameghino, 1904
  - Вид †Orthoarthrus mixtus
- Род †Euromanis Storch & Martin, 1994
  - Вид †Euromanis krebsi
- Род †Eurotamandua Storch, 1981
  - Вид †Eurotamandua joresi
- Подразред Eupholidota Gaudin, Emry & Wible, 2009
  - Семейство †Eomanidae Storch, 2003
    - Род †Eomanis Storch, 1978
      - Вид †Eomanis waldi

  - Надсемейство Manoidea
    - Семейство †Patriomanidae Szalay et al., 2006
      - Род †Cryptomanis Gaudin, Emry & Pogue, 2006
        - Вид †Cryptomanis gobiensis

      - Род †Patriomanis Emry, 1970
        - Вид †Patriomanis americana

    - Семейство Панголинови (Manidae) Gray, 1821
      - Род †Necromanis Filhol, 1893
        - Вид †Necromanis franconica Quenstedt, 1886
        - Вид †Necromanis parva Koenigswald, 1969
        - Вид †Necromanis quercyi Filhol, 1893
        - Вид †Necromanis galliae Filhol, 1894

      - Подсемейство Африкански панголини (Smutsiinae) Gray, 1873
        - Род Phataginus Rafinesque, 1821
          - Вид Дървесен панголин (Phataginus tricuspis) Rafinesque, 1821
          - Вид Дългоопашат панголин (Phataginus tetradactyla) Linnaeus, 1766

        - Род Африкански земни панголини (Smutsia) Gray, 1865
          - Вид Гигантски панголин (Smutsia gigantea) Illiger, 1815
          - Вид Земен панголин (Smutsia temmincki) Smuts, 1832

      - Подсемейство Азиатски панголини (Maninae) Gray, 1821
        - Род Азиатски панголини (Manis) Linnaeus, 1758
          - Вид †Manis hungarica Kormos, 1934
          - Вид †Manis lydekkeri Trouessart
          - Вид †Азиатски гигантски панголин (Manis paleojavanica) Dubois, 1907
          - Вид Индийски панголин (Manis crassicaudata) Gray, 1827
          - Вид Китайски панголин (Manis pentadactyla) Linnaeus, 1758
          - Вид Явански панголин (Manis javanica) Desmarest, 1822
          - Вид Филипински панголин (Manis culionensis) de Elera, 1895